# Миланов, Георгий (хоккеист, 1952)
Георгий Миланов (8 сентября 1952, София, НРБ — 2 ноября 2014, София, Болгария) — болгарский профессиональный хоккеист и тренер.

## Биография
Родился Георгий Миланов в Софии 8 сентября 1952 года. Выступал за команду «Славия» (София) в чемпионате Болгарии по хоккею с шайбой. В сезоне 1984/85 был признан лучшим вратарем лиги, а его команда впервые с 1954 года завоевала чемпионство страны. Выступал также за болгарскую национальную сборную во втором и третьем дивизионах чемпионата мира по хоккею с шайбой.
В 1987 году возглавил софийскую «Славию» как главный тренер. Возглавлял команду на протяжении 25 лет, до 2012 года. За этот период команда завоевала 17 национальных титулов (из них 5 подряд) и 11 кубков Болгарии по хоккею с шайбой. Руководил также и национальной сборной Болгарии на девяти чемпионатах мира. Был членом правления федерации хоккея Болгарии.
2 ноября 2014 года после продолжительной болезни в возрасте 62 лет Георгий Миланов скончался.